# 馬基夫卡山
48°54′16″N 23°25′10″E / 48.904336°N 23.419418°E

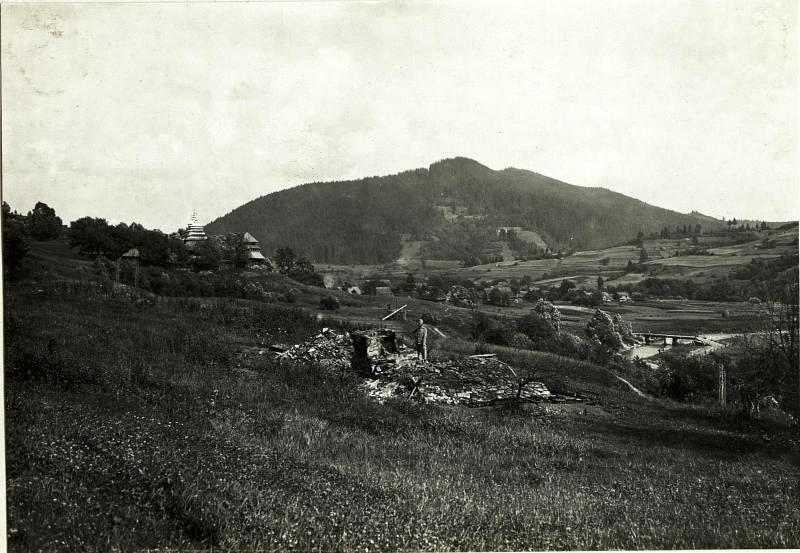

馬基夫卡山是烏克蘭的山脈，位於該國西部，處於利沃夫州，屬於烏克蘭喀爾巴阡山脈中斯科列貝斯基德山脈的一部分，海拔高度958米。